# Alzon
Pour les articles homonymes, voir Alzon (homonymie).

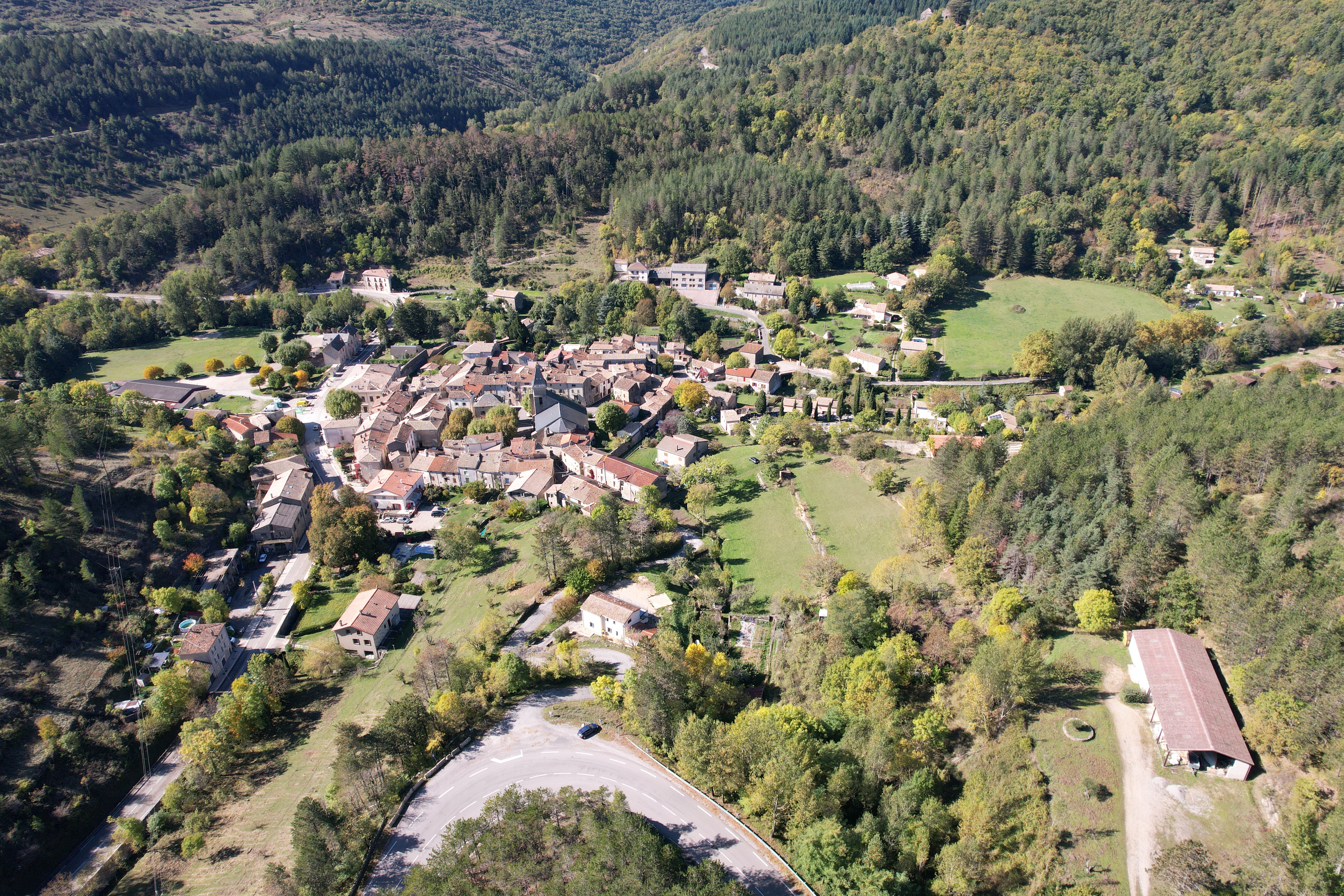
Vue aérienne de la commune d'Alzon.

Alzon est une commune française située dans l'ouest du département du Gard, en région Occitanie.
Exposée à un climat de montagne, elle est drainée par la Vis, l'Arre et par divers autres petits cours d'eau. Incluse dans les Cévennes, la commune possède un patrimoine naturel remarquable : cinq sites Natura 2000 (le « massif de l'Aigoual et du Lingas », le « causse de Blandas », les « gorges de la Vis et de la Virenque », « les Cévennes » et les « gorges de la Vis et cirque de Navacelles »), un espace protégé (le « Peyrebesse ») et six zones naturelles d'intérêt écologique, faunistique et floristique.
Alzon est une commune rurale qui compte 184 habitants en 2022, après avoir connu un pic de population de 1 093 habitants en 1841. Elle fait partie de l'aire d'attraction du Vigan. Ses habitants sont appelés les Alzonais et Alzonaises.

## Géographie

### Localisation

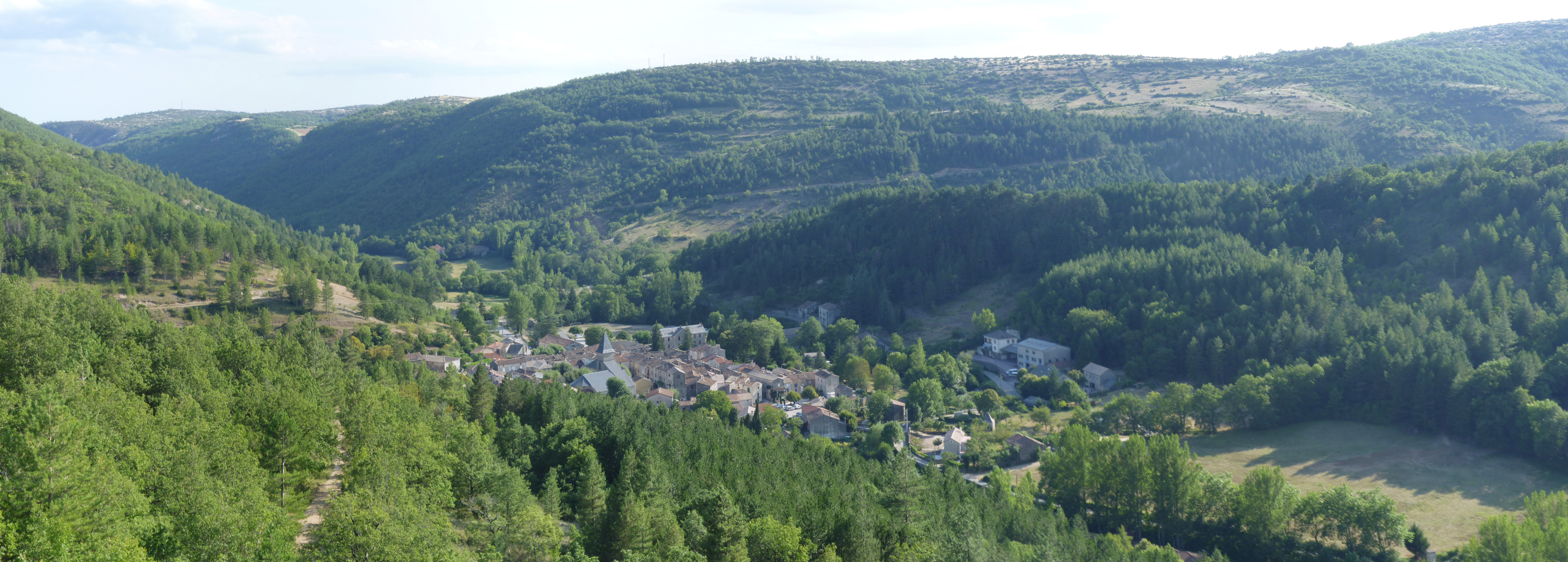
Le village d'Alzon.

La commune est située dans la partie sud du parc national des Cévennes, dans l'extrême est du département du Gard. Elle est limitrophe à l'ouest du département de l'Aveyron et son extrémité sud est à moins de 4 km de celui de l'Hérault. Alzon est située par la route à 18 km du Vigan (14 km à l'est-nord-est à vol d'oiseau) et à 55 km de Millau (34 km au nord-ouest à vol d'oiseau). Comme l'indique un panneau à l'entrée de la commune, Alzon est l'antipode des îles Chatham, un archipel néo-zélandais dans l'océan Pacifique Sud.
|                      | Dourbies |         |
| Sauclières (Aveyron) | Alzon    | Arrigas |
| Campestre-et-Luc     |          | Blandas |

### Hydrographie et relief

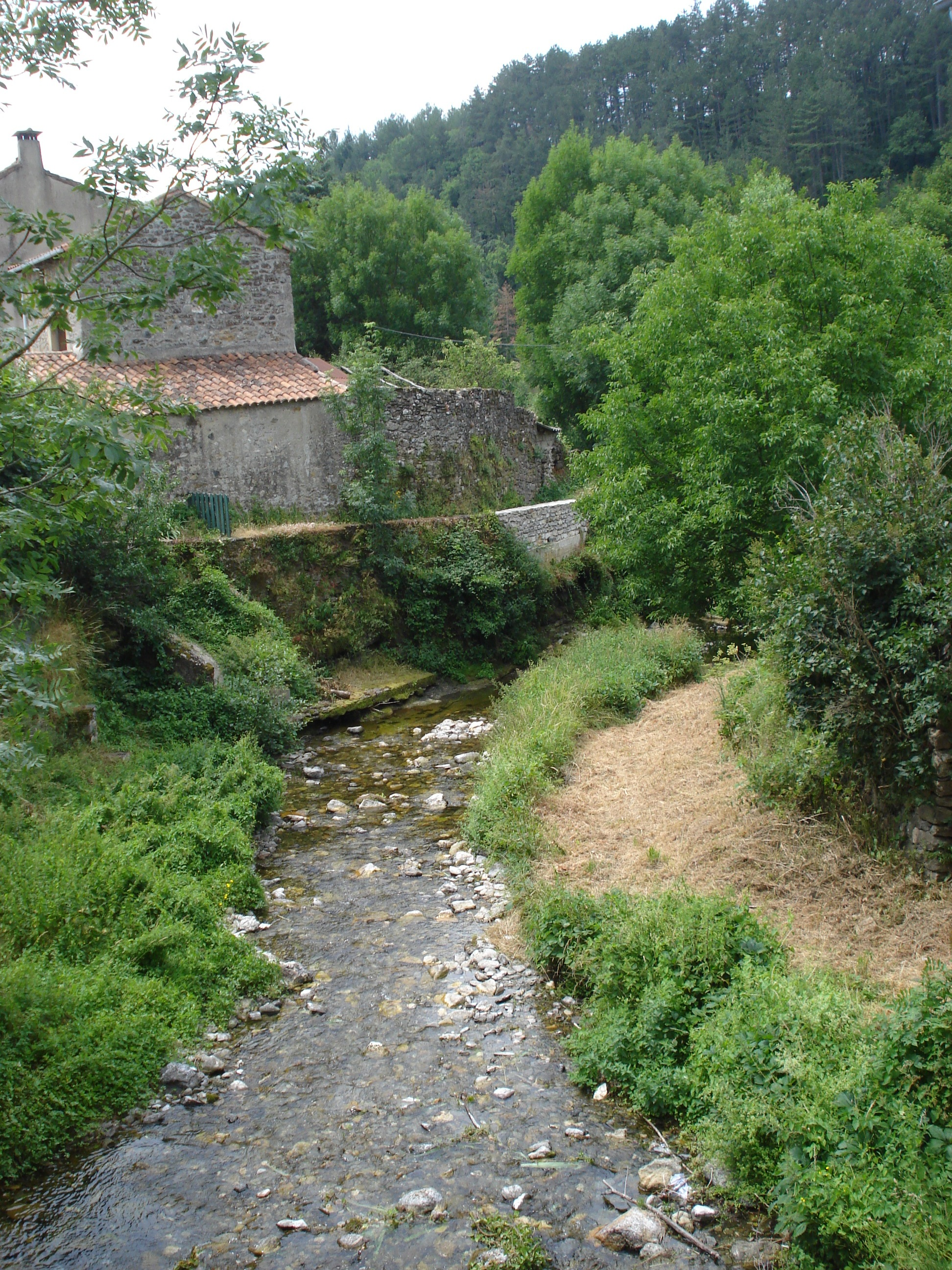
La Vis à Alzon.

La commune d'Alzon se situe dans la haute vallée de la Vis, en amont de la partie sèche, autour de Vissec, le village se trouve au sud du Massif central avec une hauteur moyenne de 958 mètres, ce qui en fait une commune de moyenne altitude avec tout de même une hauteur maximale notable de 1 414 mètres d'altitude (le pic de Saint-Guiral, un chaos granitique, tout au nord de la commune, à la limite de celle de Dourbie).

### Climat
Pour des articles plus généraux, voir Climat de l'Occitanie et Climat du Gard.
En 2010, le climat de la commune est de type climat des marges montargnardes, selon une étude s'appuyant sur une série de données couvrant la période 1971-2000. En 2020, Météo-France publie une typologie des climats de la France métropolitaine dans laquelle la commune est dans une zone de transition entre le climat de montagne et le climat méditerranéen et est dans une zone de transition entre les régions climatiques « Provence, Languedoc-Roussillon » et « Sud-est du Massif Central ».
Pour la période 1971-2000, la température annuelle moyenne est de 10,4 °C, avec  une amplitude thermique annuelle de 15,8 °C. Le cumul annuel moyen de précipitations est de 1 365 mm, avec 10,4 jours de précipitations en janvier et 4,4 jours en juillet. Pour la période 1991-2020, la température moyenne annuelle observée sur la station météorologique installée sur la commune est de 11,5 °C et le cumul annuel moyen de précipitations est de 1 372,8 mm,. Pour l'avenir, les paramètres climatiques de la commune estimés pour 2050 selon différents scénarios d’émission de gaz à effet de serre sont consultables sur un site dédié publié par Météo-France en novembre 2022.

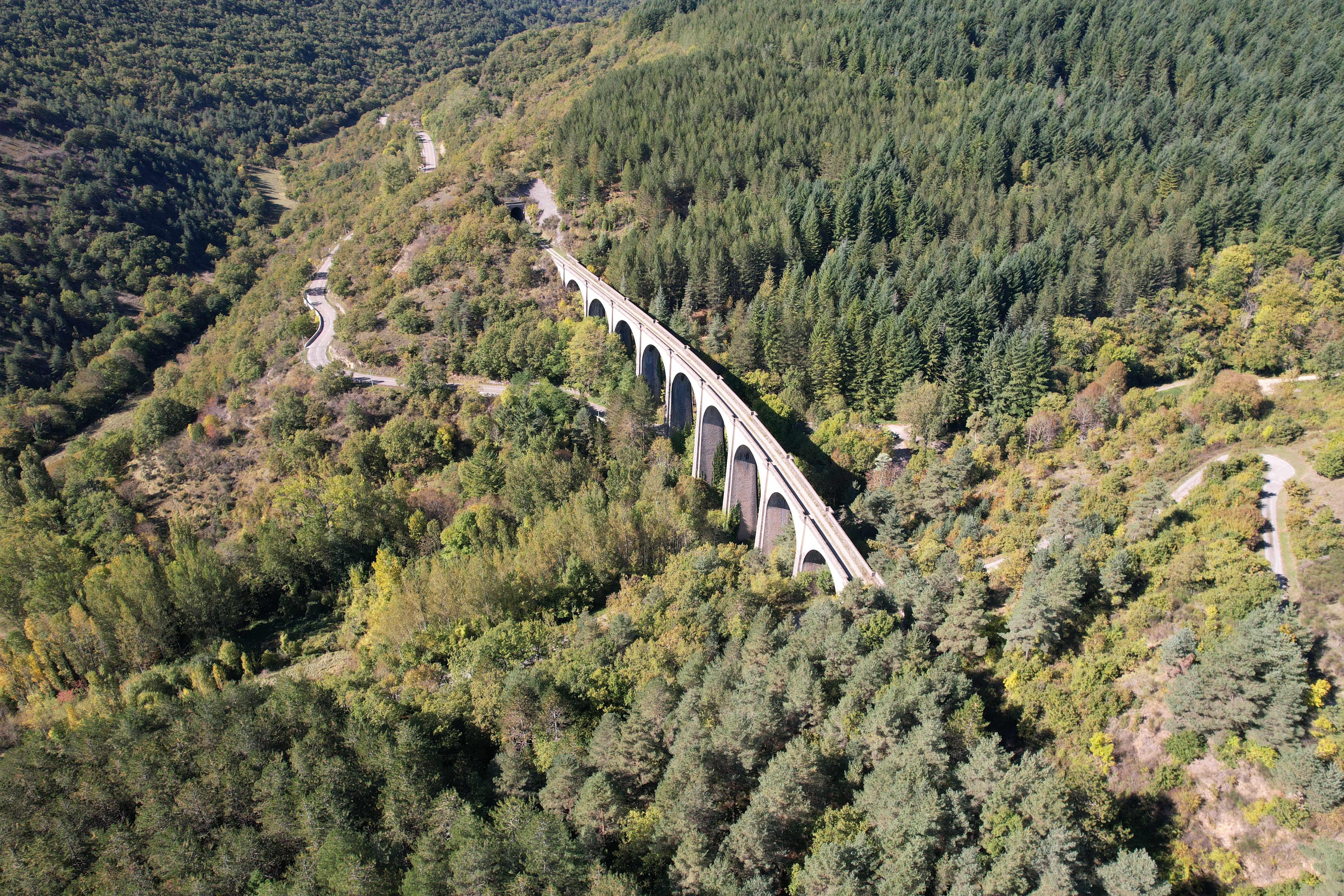
Viaduc d'Alzon.

| Mois                                  | jan.           | fév.           | mars           | avril       | mai           | juin          | jui.          | août          | sep.          | oct.          | nov.            | déc.           | année      |
| ------------------------------------- | -------------- | -------------- | -------------- | ----------- | ------------- | ------------- | ------------- | ------------- | ------------- | ------------- | --------------- | -------------- | ---------- |
| Température minimale moyenne (°C)     | 0,2            | −0,3           | 2              | 4,6         | 7,7           | 10,9          | 12,9          | 12,5          | 9,5           | 7,7           | 3,5             | 0,6            | 6          |
| Température moyenne (°C)              | 4              | 4,3            | 7,3            | 10,2        | 13,8          | 17,8          | 20,1          | 19,8          | 16            | 12,5          | 7,5             | 4,5            | 11,5       |
| Température maximale moyenne (°C)     | 7,9            | 9              | 12,7           | 15,8        | 19,8          | 24,7          | 27,3          | 27,1          | 22,5          | 17,2          | 11,5            | 8,3            | 17         |
| Record de froid (°C) date du record   | −12,2 11.01.10 | −13,1 27.02.18 | −13,4 01.03.05 | −6 08.04.21 | −2,4 07.05.19 | 1,4 04.06.01  | 3 17.07.00    | 3,8 29.08.21  | −0,7 20.09.12 | −4,6 30.10.12 | −9,9 22.11.1998 | −12,8 15.12.01 | −13,4 2005 |
| Record de chaleur (°C) date du record | 21,2 01.01.22  | 23,4 27.02.19  | 25,5 17.03.14  | 29 09.04.11 | 32,9 29.05.01 | 39,3 28.06.19 | 37,2 16.07.22 | 40,6 22.08.23 | 32,3 04.09.05 | 29,2 02.10.11 | 24,4 10.11.15   | 21,2 31.12.21  | 40,6 2023  |
| Précipitations (mm)                   | 129,4          | 84,3           | 101,7          | 132,2       | 102           | 68,7          | 38,3          | 61,1          | 131,2         | 188,9         | 195,5           | 139,5          | 1 372,8    |

### Voies de communication et transports
Alzon est faiblement reliée aux villes principales du Gard, une seule route traverse la commune, il s'agit de la départementale D 999 qui relie à l'est le village à la ville de Nîmes et à l'ouest, via la D 7, à l'autoroute A75.

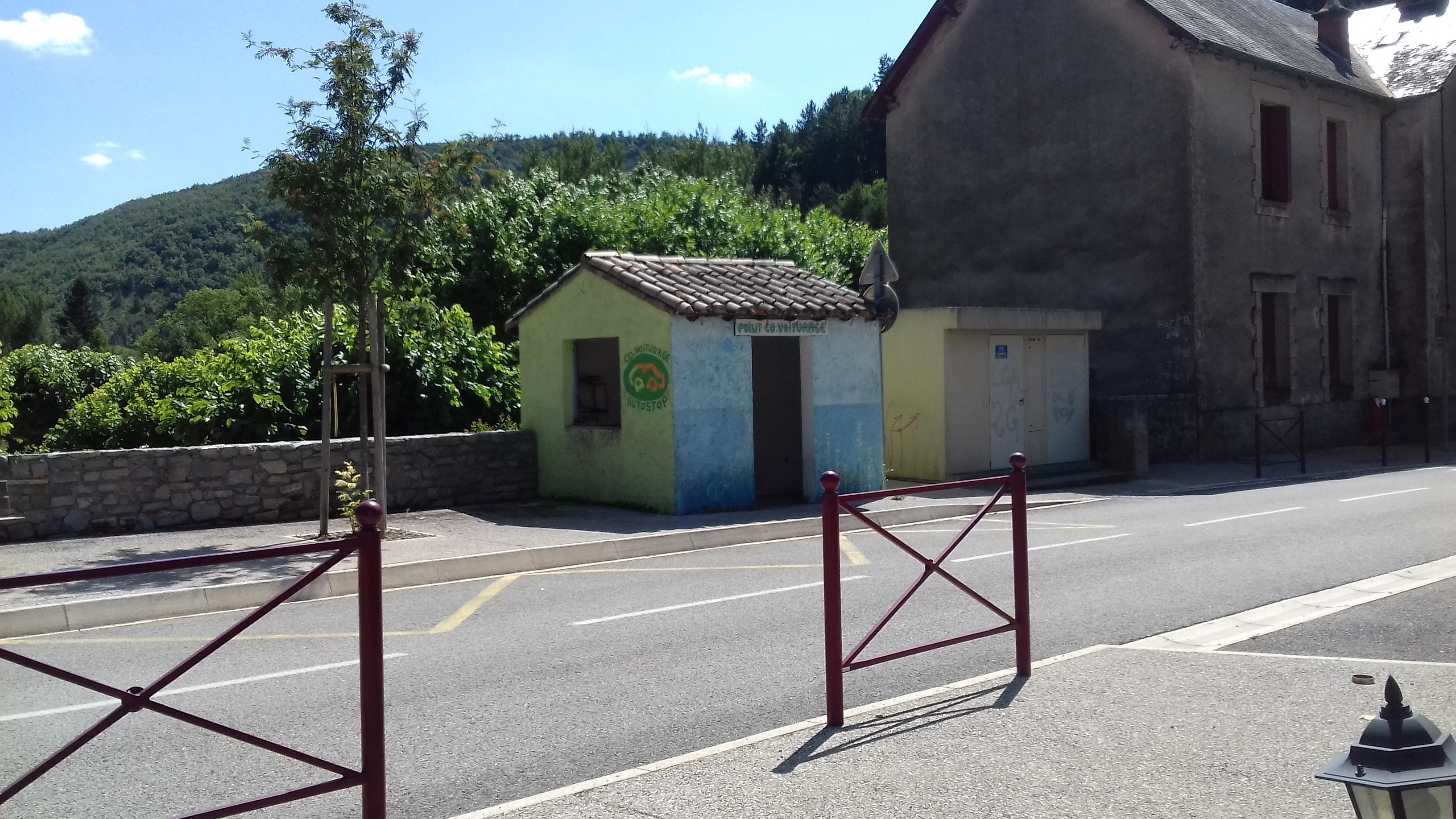
Point de covoiturage et d'auto-stop.

La commune comporte aussi un abri en dur servant de point de covoiturage et d'auto-stop.

### Milieux naturels et biodiversité

#### Espaces protégés
La protection réglementaire est le mode d’intervention le plus fort pour préserver des espaces naturels remarquables et leur biodiversité associée,.
Dans ce cadre, la commune fait partie de la zone cœur du Parc national des Cévennes. Ce  parc national, créé en 1967, est un territoire de moyenne montagne formé de cinq entités géographiques : le massif de l'Aigoual, le causse Méjean avec les gorges du Tarn et de la Jonte, le mont Lozère, les vallées cévenoles ainsi que le piémont cévenol.
La commune fait également partie des Cévennes, un territoire  reconnu réserve de biosphère par l'UNESCO en 1985 pour la mosaïque de milieux naturels qui la composent et qui abritent une biodiversité exceptionnelle, avec 2 400 espèces animales, 2 300 espèces de plantes à fleurs et de fougères, auxquelles s’ajoutent d’innombrables mousses, lichens, champignons,.
Quatre autres espaces protégés sont présents sur la commune : 
- le « Peyrebesse », une réserve biologique intégrale, d'une superficie de 15,7 ha[13] ;
- , un terrain acquis par le Conservatoire du Littoral, d'une superficie de 885,6 ha[14],[15] ;
- , un terrain acquis par le Conservatoire du Littoral, d'une superficie de 609,4 ha[16],[17] ;
- , une zone humide protégée par la convention de Ramsar, d'une superficie de 41 705,5 ha[18].

#### Réseau Natura 2000

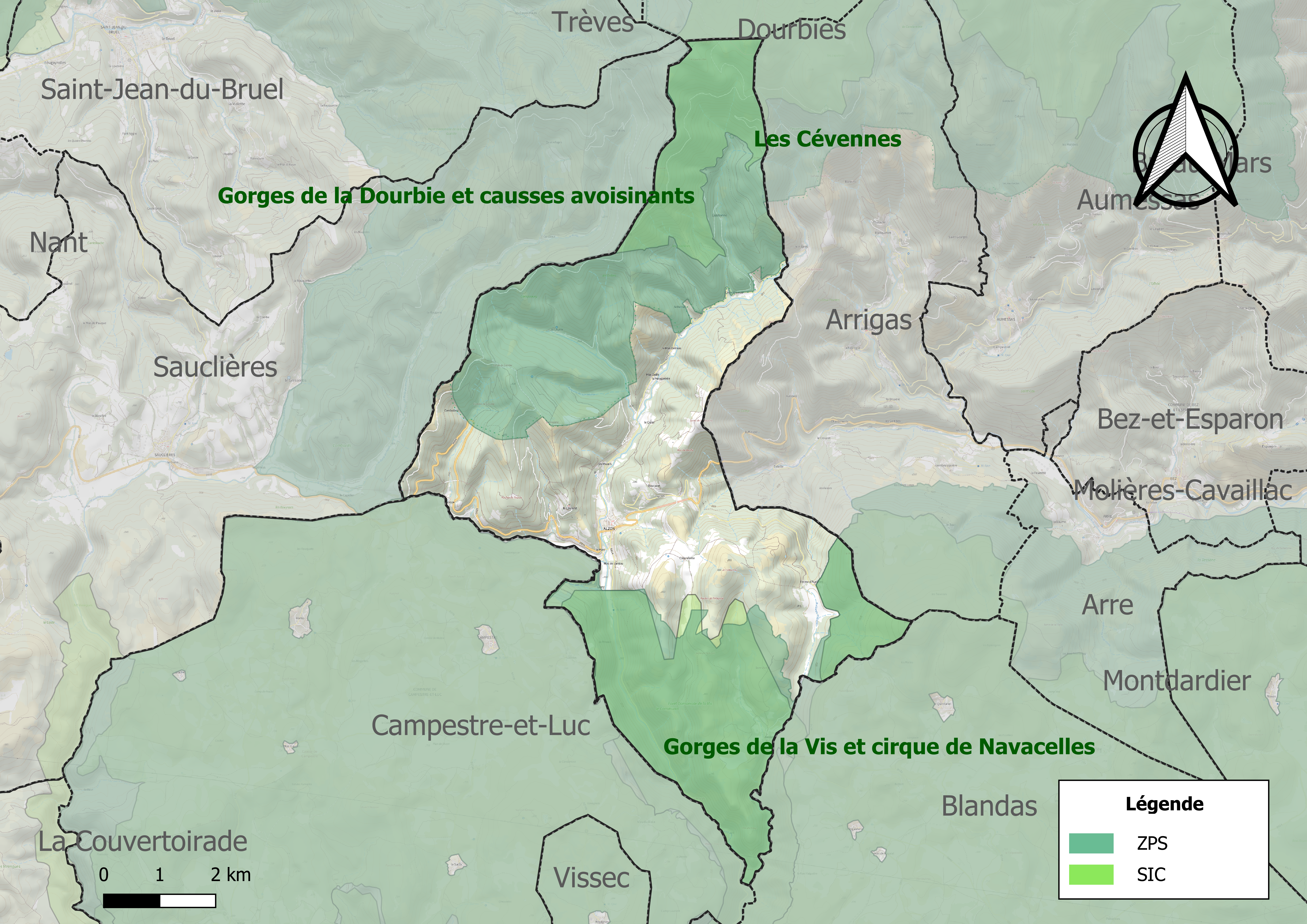
Sites Natura 2000 sur le territoire communal.

Le réseau Natura 2000 est un réseau écologique européen de sites naturels d'intérêt écologique élaboré à partir des directives habitats et oiseaux, constitué de zones spéciales de conservation (ZSC) et de zones de protection spéciale (ZPS).
Trois sites Natura 2000 ont été définis sur la commune au titre de la directive habitats :
- le « causse de Blandas », d'une superficie de 7 913 ha, fait partie des causses méridionaux, un ensemble régional original unique en Europe. Il est le plus grand ensemble de formations herbeuses sèches semi-naturelles en France et abrite un grand nombre d’espèces endémiques[21] ;
- le « massif de l'Aigoual et du Lingas », d'une superficie de 10 546 ha, constituant la ligne de partage des eaux entre Méditerranée et Atlantique. On y trouve des pelouses et landes qu'on peut qualifier de pseudo-alpines, recélant des éléments floristiques des Alpes et des Pyrénées en disjonction d'aire. La diversité spécifique de l'ensemble du site est remarquable, avec en particulier la présence de la très rare Buxbaumia viridis[22] ;
- les « gorges de la Vis et de la Virenque », d'une superficie de 5 501 ha, un grand site régional qui entaille et sépare l'ensemble des grands causses méridionaux. Il présente deux intérêts majeurs : des habitats aquatiques et des ripisylves, avec six espèces de l'annexe II et des habitats de rochers avec des chauves-souris, les pentes avec de grands éboulis et des pentes boisées de hêtraie calcicole[23]

et deux au titre de la directive oiseaux : 
- « les Cévennes », d'une superficie de 92 044 ha, correspondant précisément à la zone centrale du parc national des Cévennes et rassemblant plusieurs ensembles distincts. La diversité des milieux et des paysages permet le maintien d'une avifaune riche et diversifiée : au total, 135 espèces d'oiseaux, dont 22 inscrites à l'annexe 1 de la directive 79-409-CEE, recensées dans la zone centrale du parc, dont une vingtaine d'espèces de rapaces diurnes et sept nocturnes[24] ;
- les « gorges de la Vis et cirque de Navacelles », d'une superficie de 20 277 ha, qui offrent aux oiseaux les milieux nécessaires à la reproduction, à l’hivernage ou au repos en phase migratoire. Il compte, à différentes périodes de l’année, un grand nombre d’espèces remarquables à l’échelle européenne[25].

#### Zones naturelles d'intérêt écologique, faunistique et floristique
L’inventaire des zones naturelles d'intérêt écologique, faunistique et floristique (ZNIEFF) a pour objectif de réaliser une couverture des zones les plus intéressantes sur le plan écologique, essentiellement dans la perspective d’améliorer la connaissance du patrimoine naturel national et de fournir aux différents décideurs un outil d’aide à la prise en compte de l’environnement dans l’aménagement du territoire.
Une ZNIEFF de type 1 est recensée sur la commune :
les « gorges de la Virenque et Pic de Saint-Guiral » (1 003 ha), couvrant 5 communes dont 2 dans l'Aveyron et 3 dans le Gard et cinq ZNIEFF de type 2, : 
- le « causse de Blandas » (9 113 ha), couvrant 12 communes dont 11 dans le Gard et 1 dans l'Hérault[28] ;
- les « causses de Campestre » (3 558 ha), couvrant 4 communes dont 1 dans l'Aveyron et 3 dans le Gard[29] ;
- les « gorges de la Vis et de la Virenque » (9 620 ha), couvrant 16 communes dont 10 dans le Gard et 6 dans l'Hérault[30] ;
- le « massif de l'Aigoual et du Lingas » (28 495 ha), couvrant 17 communes dont 12 dans le Gard et 5 dans la Lozère[31] ;
- les « vallées amont de l'Hérault » (21 533 ha), couvrant 23 communes dont 22 dans le Gard et 1 dans l'Hérault[32].

Carte des ZNIEFF de type 1 et 2 à Alzon.
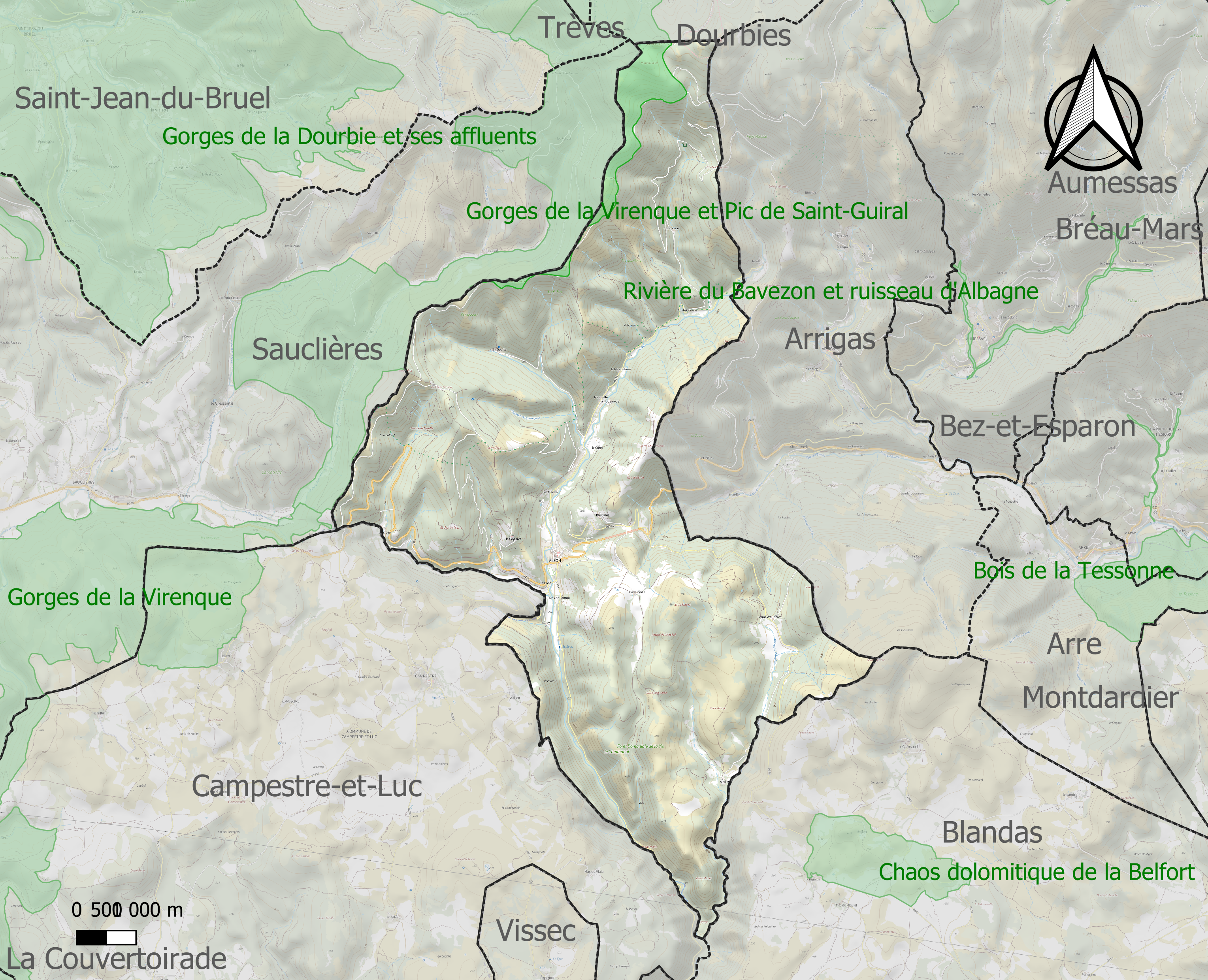
Carte de la ZNIEFF de type 1 sur la commune.
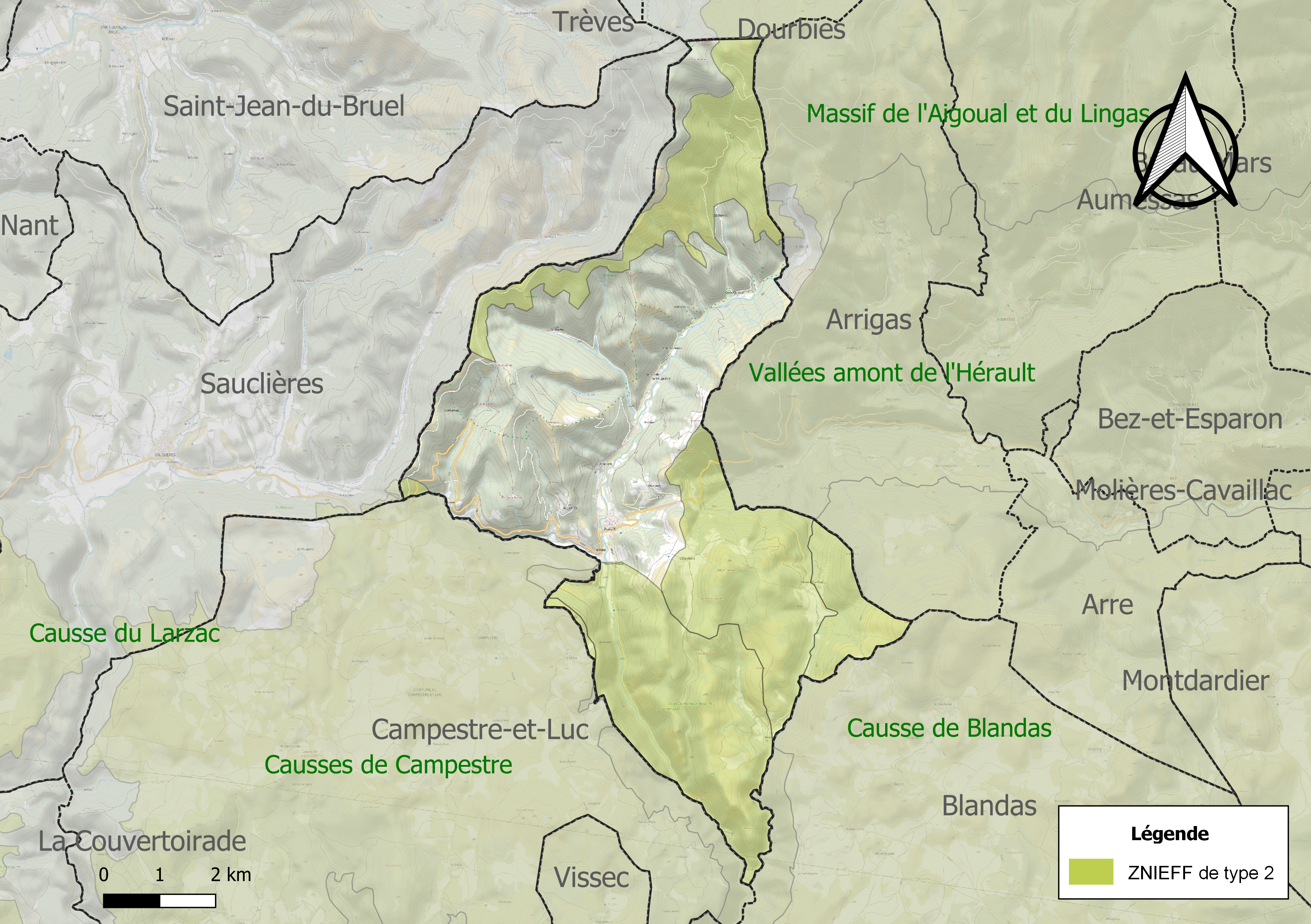
Carte des ZNIEFF de type 2 sur la commune.

## Urbanisme

### Typologie
Au 1er janvier 2024, Alzon est catégorisée commune rurale à habitat très dispersé, selon la nouvelle grille communale de densité à sept niveaux définie par l'Insee en 2022.
Elle est située hors unité urbaine. Par ailleurs la commune fait partie de l'aire d'attraction du Vigan, dont elle est une commune de la couronne,. Cette aire, qui regroupe 20 communes, est catégorisée dans les aires de moins de 50 000 habitants,.

### Occupation des sols
L'occupation des sols de la commune, telle qu'elle ressort de la base de données européenne d’occupation biophysique des sols Corine Land Cover (CLC), est marquée par l'importance des forêts et milieux semi-naturels (88,3 % en 2018), une proportion identique à celle de 1990 (88,3 %). La répartition détaillée en 2018 est la suivante : 
forêts (66,3 %), milieux à végétation arbustive et/ou herbacée (22,1 %), prairies (6,6 %), zones agricoles hétérogènes (5,1 %). L'évolution de l’occupation des sols de la commune et de ses infrastructures peut être observée sur les différentes représentations cartographiques du territoire : la carte de Cassini (XVIIIe siècle), la carte d'état-major (1820-1866) et les cartes ou photos aériennes de l'IGN pour la période actuelle (1950 à aujourd'hui).

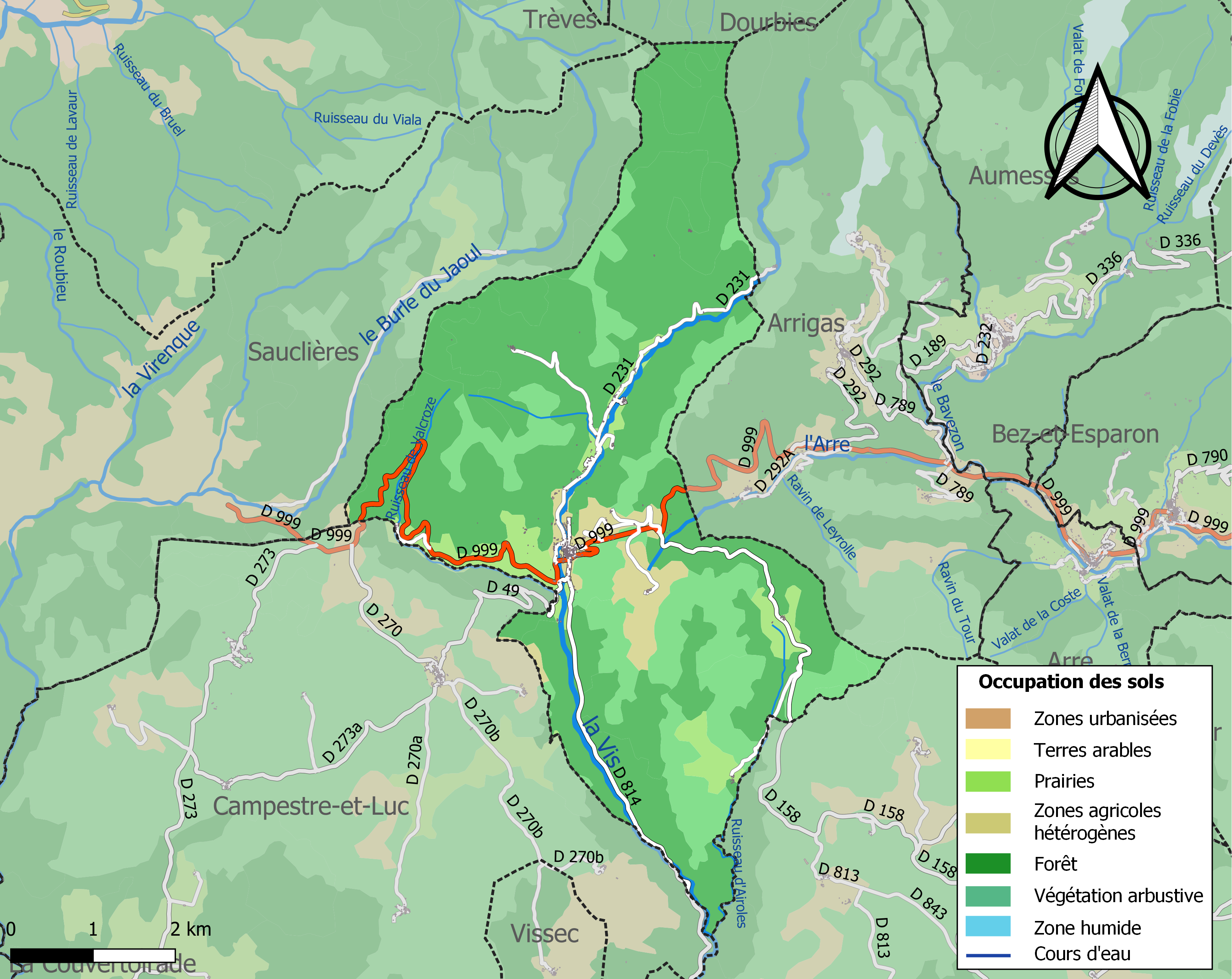
Carte des infrastructures et de l'occupation des sols de la commune en 2018 (CLC).

### Risques majeurs
Le territoire de la commune d'Alzon est vulnérable à différents aléas naturels : météorologiques (tempête, orage, neige, grand froid, canicule ou sécheresse), inondations, feux de forêts, mouvements de terrains et séisme (sismicité faible). Il est également exposé à un risque particulier : le risque de radon. Un site publié par le BRGM permet d'évaluer simplement et rapidement les risques d'un bien localisé soit par son adresse soit par le numéro de sa parcelle.

#### Risques naturels
Certaines parties du territoire communal sont susceptibles d’être affectées par le risque d’inondation par débordement de cours d'eau, notamment la Vis et l'Arre. La commune a été reconnue en état de catastrophe naturelle au titre des dommages causés par les inondations et coulées de boue survenues en 1982, 1992, 1994, 2003 et 2014,.

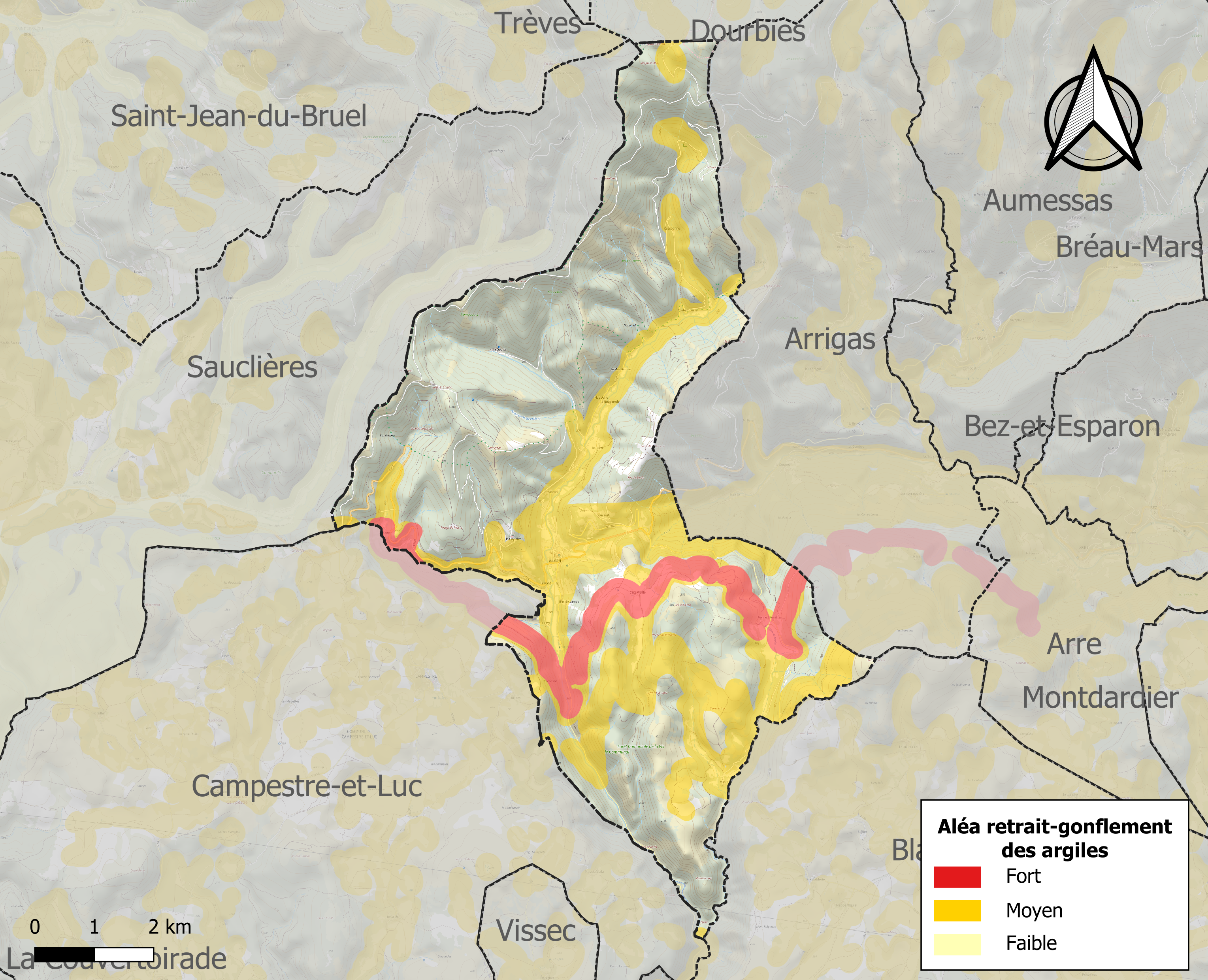
Carte des zones d'aléa retrait-gonflement des sols argileux d'Alzon.

La commune est vulnérable au risque de mouvements de terrains constitué principalement du retrait-gonflement des sols argileux. Cet aléa est susceptible d'engendrer des dommages importants aux bâtiments en cas d’alternance de périodes de sécheresse et de pluie. 37,1 % de la superficie communale est en aléa moyen ou fort (67,5 % au niveau départemental et 48,5 % au niveau national). Sur les 255 bâtiments dénombrés sur la commune en 2019, 242 sont en aléa moyen ou fort, soit 95 %, à comparer aux 90 % au niveau départemental et 54 % au niveau national. Une cartographie de l'exposition du territoire national au retrait gonflement des sols argileux est disponible sur le site du BRGM,.
Par ailleurs, afin de mieux appréhender le risque d’affaissement de terrain, l'inventaire national des cavités souterraines permet de localiser celles situées sur la commune.

#### Risque particulier
Dans plusieurs parties du territoire national, le radon, accumulé dans certains logements ou autres locaux, peut constituer une source significative d’exposition de la population aux rayonnements ionisants. Certaines communes du département sont concernées par le risque radon à un niveau plus ou moins élevé. Selon la classification de 2018, la commune d'Alzon est classée en zone 3, à savoir zone à potentiel radon significatif.

## Toponymie
Alzon s'est appelé St Martin d'Alzon jusqu'au XVIIIe siècle. L'Alzon (du pré-celtique *alz- « aulne, marais »)[réf. nécessaire] était le nom de la rivière qui est appelée « La Vis » de nos jours.
Alzon est une variante d'Auzon ou Alzou, noms de nombreux cours d'eau et de plusieurs localités.

## Histoire

### Époque moderne
À la fin du XVIIe siècle, la seigneurie d'Alzon est acquise par la famille Daudé, établie au Vigan mais originaire de Saint-André-de-Majencoules. Les héritiers de Jacques Daudé seigneur de La Coste et d'Alzon, voient leurs terres érigées en vicomté par le roi Louis XV pour services rendus à la Couronne. Ils restaurent le château (angle de la Placette et de la route départementale). La seigneurie d'Alzon est ensuite cédée en 1766 à une autre famille viganaise, les Faventines.

### Époque contemporaine
Le village fut chef-lieu du canton du même nom.

## Politique et administration

### Liste des maires
| Période                                  | Période   | Identité      | Étiquette | Qualité                    |
| ---------------------------------------- | --------- | ------------- | --------- | -------------------------- |
| vers 1990                                | mars 2008 | Hubert Brun   | DVD       |                            |
| mars 2008                                | En cours  | Roger Laurens | PS        | Retraité Fonction publique |
| Les données manquantes sont à compléter. |           |               |           |                            |

## Population et société

### Démographie

#### Évolution démographique
L'évolution du nombre d'habitants est connue à travers les recensements de la population effectués dans la commune depuis 1793. Pour les communes de moins de 10 000 habitants, une enquête de recensement portant sur toute la population est réalisée tous les cinq ans, les populations de référence des années intermédiaires étant quant à elles estimées par interpolation ou extrapolation. Pour la commune, le premier recensement exhaustif entrant dans le cadre du nouveau dispositif a été réalisé en 2008.

En 2022, la commune comptait 184 habitants, en évolution de +1,66 % par rapport à 2016 (Gard : +2,97 %, France hors Mayotte : +2,11 %).
| 1793 | 1800 | 1806  | 1821 | 1831  | 1836  | 1841  | 1846  | 1851  |
| ---- | ---- | ----- | ---- | ----- | ----- | ----- | ----- | ----- |
| 800  | 832  | 1 028 | 999  | 1 075 | 1 055 | 1 093 | 1 065 | 1 002 |

| 1856 | 1861 | 1866 | 1872 | 1876 | 1881 | 1886  | 1891  | 1896 |
| ---- | ---- | ---- | ---- | ---- | ---- | ----- | ----- | ---- |
| 952  | 942  | 972  | 882  | 838  | 916  | 1 046 | 1 031 | 744  |

| 1901 | 1906 | 1911 | 1921 | 1926 | 1931 | 1936 | 1946 | 1954 |
| ---- | ---- | ---- | ---- | ---- | ---- | ---- | ---- | ---- |
| 683  | 665  | 623  | 517  | 508  | 518  | 457  | 383  | 339  |

| 1962 | 1968 | 1975 | 1982 | 1990 | 1999 | 2006 | 2008 | 2013 |
| ---- | ---- | ---- | ---- | ---- | ---- | ---- | ---- | ---- |
| 358  | 280  | 237  | 201  | 183  | 208  | 220  | 223  | 196  |

| 2018 | 2022 | - | - | - | - | - | - | - |
| ---- | ---- | - | - | - | - | - | - | - |
| 172  | 184  | - | - | - | - | - | - | - |

#### Pyramide des âges
La population de la commune est relativement âgée.
En 2018, le taux de personnes d'un âge inférieur à 30 ans s'élève à 23,3 %, soit en dessous de la moyenne départementale (32,6 %). À l'inverse, le taux de personnes d'âge supérieur à 60 ans est de 44,2 % la même année, alors qu'il est de 29,6 % au niveau départemental.
En 2018, la commune comptait 85 hommes pour 87 femmes, soit un taux de 50,58 % de femmes, légèrement inférieur au taux départemental (51,82 %).
Les pyramides des âges de la commune et du département s'établissent comme suit.
| Hommes | Classe d’âge | Femmes |
| ------ | ------------ | ------ |
| 1,2    | 90 ou +      | 2,3    |
| 10,6   | 75-89 ans    | 13,8   |
| 36,5   | 60-74 ans    | 24,1   |
| 17,6   | 45-59 ans    | 17,2   |
| 15,3   | 30-44 ans    | 14,9   |
| 5,9    | 15-29 ans    | 14,9   |
| 12,9   | 0-14 ans     | 12,6   |

| Hommes | Classe d’âge | Femmes |
| ------ | ------------ | ------ |
| 0,9    | 90 ou +      | 2      |
| 8,3    | 75-89 ans    | 10,6   |
| 19,4   | 60-74 ans    | 19,9   |
| 20,4   | 45-59 ans    | 20,3   |
| 16,8   | 30-44 ans    | 17     |
| 16,4   | 15-29 ans    | 14,2   |
| 17,8   | 0-14 ans     | 15,8   |

### Sports
D'une hauteur de cinquante mètres, le viaduc situé à Alzon offre un cadre permettant la pratique du saut à l'élastique.

## Économie

### Revenus
En 2018  (données Insee publiées en septembre 2021), la commune compte 95 ménages fiscaux, regroupant 166 personnes. La médiane du revenu disponible par unité de consommation est de 17 470 € (20 020 € dans le département).

### Emploi
|                | 2008   | 2013   | 2018 |
| -------------- | ------ | ------ | ---- |
| Commune        | 12,4 % | 10,3 % | 10 % |
| Département    | 10,6 % | 12 %   | 12 % |
| France entière | 8,3 %  | 10 %   | 10 % |

En 2018, la population âgée de 15 à 64 ans s'élève à 90 personnes, parmi lesquelles on compte 77,8 % d'actifs (67,8 % ayant un emploi et 10 % de chômeurs) et 22,2 % d'inactifs,. En  2018, le taux de chômage communal (au sens du recensement) des 15-64 ans est inférieur à celui du département, mais supérieur à celui de la France, alors qu'en 2008 il était supérieur à celui du département.
La commune fait partie de la couronne de l'aire d'attraction du Vigan, du fait qu'au moins 15 % des actifs travaillent dans le pôle,. Elle compte 38 emplois en 2018, contre 38 en 2013 et 57 en 2008. Le nombre d'actifs ayant un emploi résidant dans la commune est de 62, soit un indicateur de concentration d'emploi de 61,1 % et un taux d'activité parmi les 15 ans ou plus de 47,3 %.
Sur ces 62 actifs de 15 ans ou plus ayant un emploi, 24 travaillent dans la commune, soit 39 % des habitants. Pour se rendre au travail, 79 % des habitants utilisent un véhicule personnel ou de fonction à quatre roues, 4,8 % s'y rendent en deux-roues, à vélo ou à pied et 16,1 % n'ont pas besoin de transport (travail au domicile).

### Activités hors agriculture
18 établissements sont implantés  à Alzon au 31 décembre 2019.
Le secteur du commerce de gros et de détail, des transports, de l'hébergement et de la restauration est prépondérant sur la commune puisqu'il représente 27,8 % du nombre total d'établissements de la commune (5 sur les 18 entreprises implantées  à Alzon), contre 30 % au niveau départemental.

### Agriculture
|               | 1988 | 2000 | 2010 | 2020 |
| ------------- | ---- | ---- | ---- | ---- |
| Exploitations | 11   | 4    | 3    | 5    |
| SAU (ha)      | 890  | 885  | 25   | 441  |

La commune est dans le Causses du Larzac, une petite région agricole concernant six communes à l'extrême-ouest du département du Gard. En 2020, l'orientation technico-économique de l'agriculture  sur la commune est l'élevage d'équidés et/ou d' autres herbivores. Cinq exploitations agricoles ayant leur siège dans la commune sont dénombrées lors du recensement agricole de 2020 (onze en 1988). La superficie agricole utilisée est de 441 ha,,.

## Culture locale et patrimoine

### Édifices religieux
- Église Saint-Martin d'Alzon.

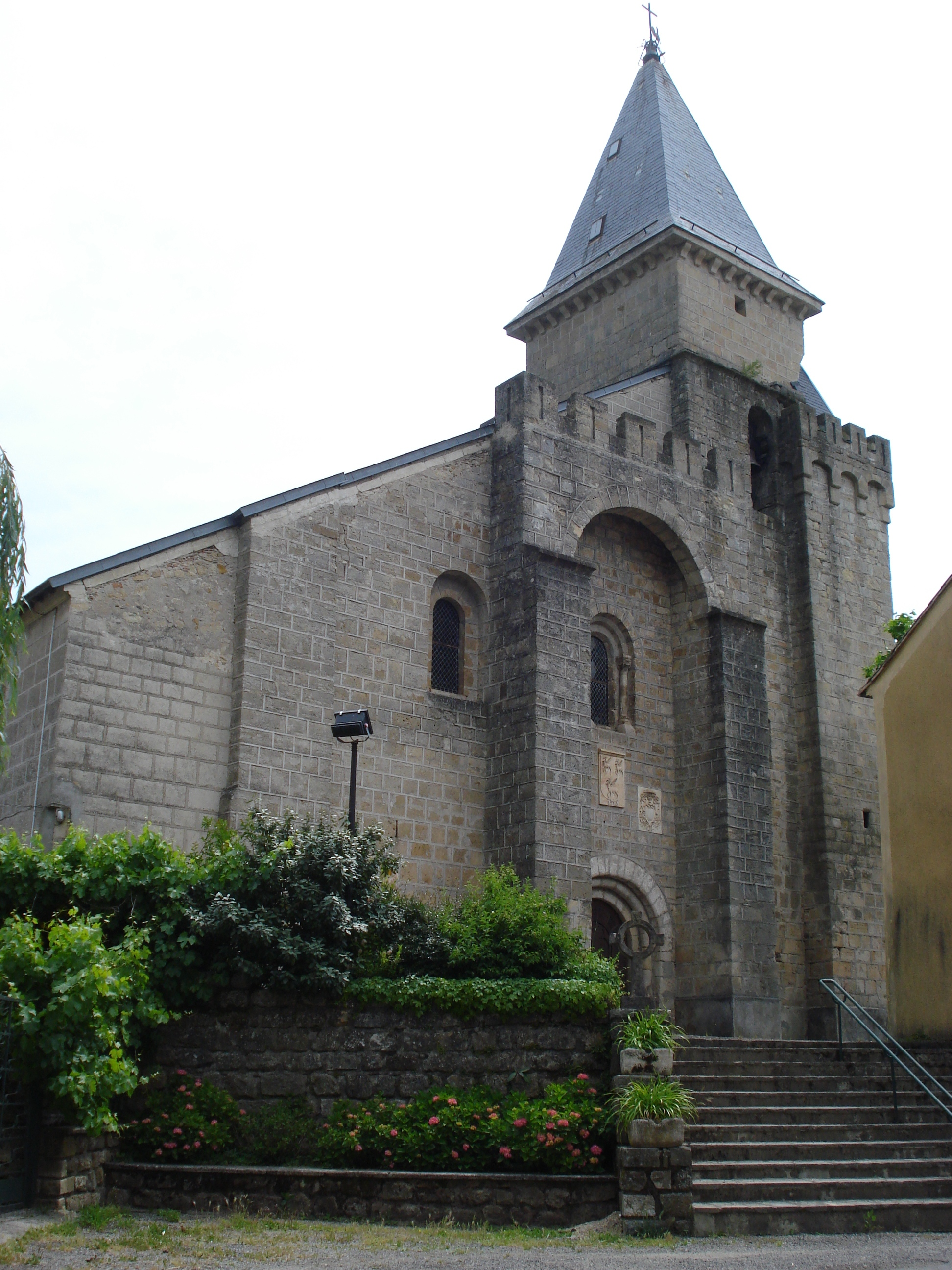
L'église.

- Chapelle des Pénitents d'Alzon (XVIIIe siècle).
- L'Hermitage Saint-Guiral dit le château du Mazel, résidence de Mgr Jean-Charles Arnal du Curel, évêque de Monaco.
- Croix et oratoire du Saint-Guiralhet.

### Édifices civils
- Hameau de la Goutte.
- La maison des abeilles.
- Viaduc de Valcroze, d'une longueur de 175 mètres et composé de 7 arches et sur lequel se situe l'ancienne ligne de chemin de fer, aujourd'hui désaffectée,  Tournemire - Le Vigan[50].

### Patrimoine culturel
Alzon a la particularité - très rare sur le territoire français métropolitain - d'avoir une terre émergée comme antipode : il s'agit de Waitangi, principal village de l'île Chatham au large de la Nouvelle-Zélande. Depuis les années 1980, des échanges ont lieu entre les deux villages.

### Patrimoine environnemental
- Arboretum de Cazebonne, créé en 1903.
- Rocher de Saint-Guiral

### Personnalités liées à la commune
- Jean-Charles Arnal du Curel (1858-1915). Évêque de Monaco.
- Justin, Mathieu Lacas (1844-), tailleur de pierres, capitaine d'artillerie à la 18e légion fédérée pendant la Commune de Paris de 1871.

## Héraldique
| Blason de Alzon | Blason  | D'or aux trois daims de sable ailés d'argent. |
| Blason de Alzon | Détails |                                               |